# Plumularia procumbens
Plumularia procumbens är en nässeldjursart som beskrevs av Spencer 1891. Plumularia procumbens ingår i släktet Plumularia och familjen Plumulariidae. Inga underarter finns listade i Catalogue of Life.